# Michael Hughes
Michael Hughes (Larne, 2 agosto 1971) è un allenatore di calcio ed ex calciatore nordirlandese, di ruolo centrocampista.